# ذنب قيطس الجنوبي
ذنب قيطس الجنوبي أو إيتا قيطس (بالإنكليزية Eta Ceti)، وله اسم تقليدي Deneb Algenubi مشتق من الاسم العربي، وهو نجم في كوكبة قيطس.
ينتمي إلى الفئة الطيفية K1.5IIICN1Fe0.5 و يملك قدر ظاهري يبلغ 3.45 و يبعد 118 سنة ضوئية عن الأرض .
نجم عملاق بعد أن يستنفد الهيدروجين في نواته سيتطور بعيدا عن النسق الأساسي مثل الشمس. (في بعض الأحيان يتم سرد تصنيف K1.5 IIICN1Fe0.5، للإشارة على وفرة في السيانوجين والحديد بالنسبة إلى النجوم الأخرى من فئتها.) وهو نجم احمر يولد طاقته من خلال الاندماج النووي للهيليوم في نواته.